# Općina Luče
Općina Luče (slo.:Občina Luče) je općina u sjevernoj Sloveniji u pokrajini Štajerskoj i statističkoj regiji Savinjskoj. Središte općine je naselje Luče s 443 stanovnika.

## Zemljopis
Općina Luče nalazi se u sjevernom dijelu Slovenije, u krajnje jugozapadnom dijelu pokrajine Štajerske. Središnji dio općine je dolina rijeke Savinje u gornjem dijelu njenog toka. Južno od doline uzdižu se brda i planine Savinjskih Alpa, a sjeverno se uzdižu Karavanke.
U općini vlada oštrija, planinska varijanta umjereno kontinentalne klime. Najvažniji vodotok u općini je rijeka Savinja. Svi ostali vodotoci su mali i njeni su pritoci.

## Naselja u općini
Konjski Vrh, Krnica, Luče, Podveža, Podvolovljek, Raduha, Strmec

## Vanjske poveznice
- Službena stranica općine